# Washim
Washim (Basim, molt antigament Vatsagulma) és una ciutat i municipalitat de l'Índia, a l'estat de Maharashtra, districte de Washim. Basim en àrab vol dir Rialler. Segons el cens del 2001 la població era de 62.863 habitants (el 1881 eren 11.576 i el 1901 eren 13.823).
La ciutat, de gran antiguitat, hauria estat fundada per Wachh, un rishi, i hauria portat originalment el nom de Wachh Gulin. Una llegenda parla d'un rei, Wasilki, amoinat per tenir la lepra, que es va curar al banyar-se en una cisterna fora la ciutat, cisterna que va fer engrandir i fou coneguda com a Padma Tirtha. Els Desmukhs de Basim al segle xvii van rebre moltes terres de l'emperador mogol i fou una família molt influent al sud de Berar. Va pertànyer al maratha bhonsle de Nagpur i després hi va estacionar tropes el nizam de l'Estat de Hyderabad que hi va tenir una fàbrica de moneda. Destacaven aleshores el temple d'Ikilaji, construït uns anys abans per Bhawani Kalu, general dels bhonsles. El 1867 es va crear la municipalitat. Fou capital de districte del 1875 al 1905. Va recuperar la capitalitat el 1998.